# IsoHunt
isoHunt.tvは、アメリカ合衆国にかつて存在したBitTorrentトラッカーサイト。一時期は世界的に大規模なトラッカーサイトのひとつであったが、アメリカ映画協会との裁判の末、閉鎖された。

## 歴史
2003年1月、カナダ人のゲーリー・ファン(Gary Fung)によって、ISOイメージタイプのソフトの検索サイトとして製作された。その後利用者は増加の一途を辿り、最盛期にはデータ量は1億ペタバイトを超え、またダウンロードをする上で登録が必要ないことも相まって、2008年に行われた調査では最もポピュラーなBitTorrentの検索サイトとなっていた。しかし、2006年2月23日、isoHuntを含む4つのISOファイル検索サイトを相手取り、アメリカ映画協会が著作権侵害の疑いで当該サイトを提訴することをプレスリリースで発表。2006年2月28日には、MPAAはisoHuntの創設者ゲーリー・ファンが著作権の侵害行為を幇助しているとして、ファンをニューヨーク州南部地区の連邦地方裁判所に提訴。その後、2013年に入って和解案が示され、isoHunt側が賠償金1.1億ドルを支払い、さらに当該サイトをシャットダウンすることで合意し、2013年10月21日に恒久的にシャットダウンされた。